# 赤土縣
赤土縣，是明代交阯承宣布政使司下轄的一個縣，治所可能在今越南寧平省嘉遠縣和樂水縣。

## 沿革
- 永樂九年十一月己巳，置赤土縣，屬寧化直隸州領[3]。
- 永樂十三年冬十月乙丑朔，交阯叛寇陳月湖伏誅。初月湖紏合清化、磊江蠻人作亂，自稱月湖王，適英國公張輔至交阯，進兵剿之，賊敗走追至天關鎮赤土縣，擒月湖械送京師誅之，其党郭元慶等相繼就戮，余寇遂平[4]。
- 永樂十七年九月乙卯，廢赤土縣入本州[5]。

## 知縣
- 歐寧，赤土縣知縣，廣東省陽山縣人，貢生[6]。